# 科爾喀斯
科爾喀斯（英语：Colchis 或 Kolchis；格鲁吉亚语：კოლხეთი Kʼolkheti; 希腊语： Κολχίς, Kolchís），是高加索歷史上的一個地區，位於現今的格鲁吉亚西部。

古科爾喀斯（綠色）與伊比利亞王國（橙色）

## 神話
在希臘神話中，科爾喀斯是阿爾戈英雄前去尋找金羊毛的目的地。阿爾戈英雄的領袖，伊阿宋，在美狄亞的幫助下取得原屬於科爾喀斯國王埃厄忒斯的金羊毛。

## 歷史
科爾喀斯曾經歷過波斯帝國與本都王國的統治。本都王國被羅馬帝國滅亡後，科爾喀斯成為羅馬卡帕多西亞行省的一部分。與此同時，科爾喀斯東南方的伊比利亞王國成為羅馬帝國的附庸國。羅馬帝國滅亡後科爾喀斯被稱為拉齊卡。